# Clinton Road
Clinton Road è un film horror del 2019 diretto da Richard Grieco e Steve Stanulis.

## Trama
Dopo che la moglie è scomparsa misteriosamente a Clinton Road, una strada del New Jersey infestata dai fantasmi, il pompiere Michael decide di svelare il mistero che aleggia su quel tratto di strada.